# Netelia nanutor
Netelia nanutor är en stekelart som beskrevs av Aubert och Shaumar 1978. Netelia nanutor ingår i släktet Netelia och familjen brokparasitsteklar. Inga underarter finns listade i Catalogue of Life.